# Rabia-gebaar

R4BIA-teken

Rabaa of Rabbi'ah teken (soms gestileerd als R4BIA of Rab3a, Arabisch العربية) is een handgebaar en een teken dat voor het eerst verscheen in augustus 2013 en gebruikt wordt in sociale media en protestmarsen in Egypte. Het wordt gebruikt door de Moslimbroederschap en zijn aanhangers in Egypte in de nasleep van de omverwerping van Mohamed Morsi, die plaatsvond na de anti-regeringsprotesten waarin werd opgeroepen tot zijn aftreden.
Het bord is vernoemd naar het Rabaa al-Adawiya-plein in Nasr City, het gouvernement van Caïro, waar een sit-in werd gehouden door de Moslimbroederschap en haar aanhangers om het eenjarig jubileum van Morsi's inauguratie te vieren. De sit-in duurde ongeveer veertig dagen voordat deze werd aangevallen door de veiligheidstroepen, wat resulteerde in 638 doden.
Voorstanders verklaren dat het gebaar wordt gebruikt om solidariteit uit te drukken met wat zij "de duizenden gewonden en doden door het Egyptische leger" tijdens de aanvallen op hun sit-in noemen. De oorsprong van het teken is onbekend.
Egyptische en niet-Egyptische politici, meestal voorstander van de Moslimbroederschap, maken regelmatig het Rabia-gebaar. Onder deze politici bevindt zich de Turkse president Erdoğan, die later het viervingerige teken omdoopte voor Turks binnenlandse politiek tot 'Eén volk, één vlag, één thuisland, één natie'.

## Verschijning van het teken

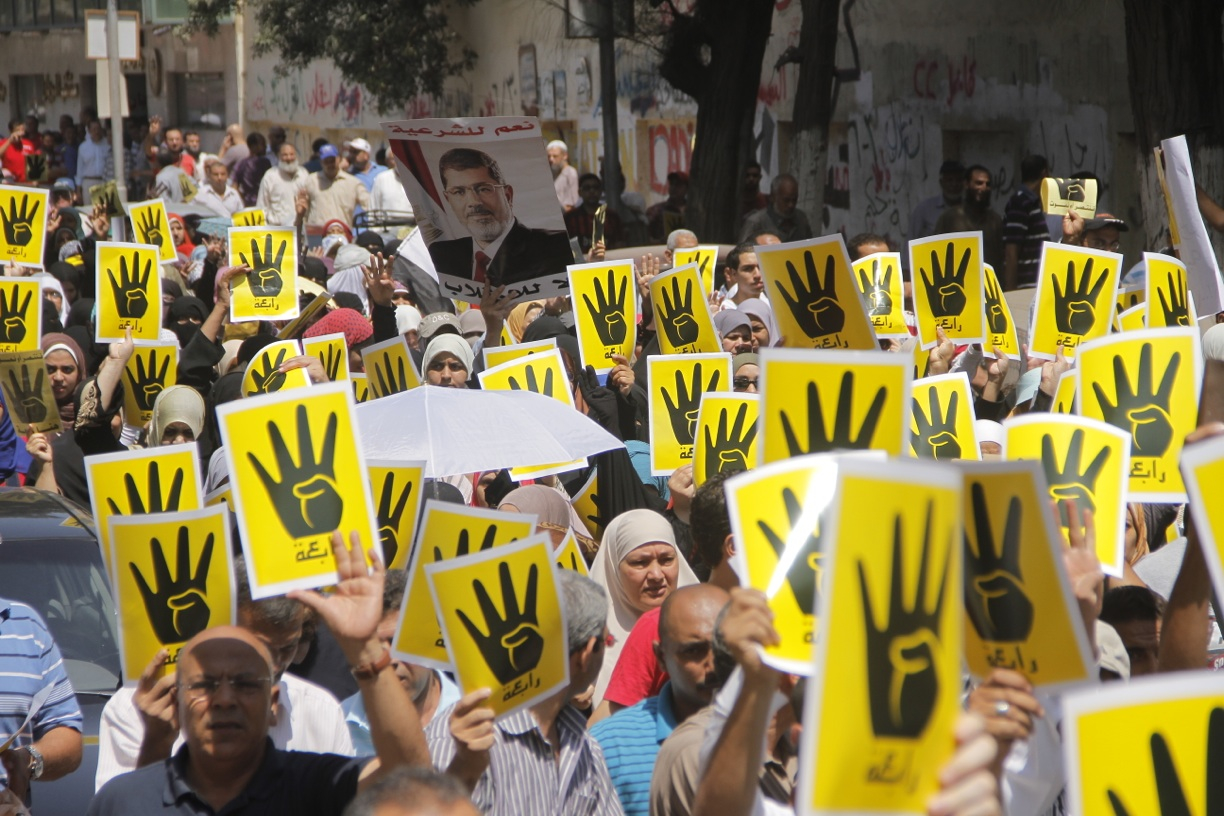
Rabia-teken in een protestmars, 23 augustus 2013.

Na de verspreiding van de sit-ins verscheen het Rabaa-teken op grote schaal in sociale media en protestmarsen in Egypte. Verschillende rapporten plaatsen zijn oorsprong in Turkije. Maar het teken stamt af van de 'Rabaa Al-Adawiya'-moskee in Caïro, Nasr City. Rabaa (رابعة) is het Arabische woord voor "het 4e", waarvan wordt aangenomen dat het het 4-vingerige gebaar heeft beïnvloed. De Rabaa Al-Adawiya-moskee en de omliggende straten protesteerden tegen de verwijdering van de toenmalige Egyptische president Morsi voordat ze gewelddadig werden verwijderd door het Egyptische leger.

### Betekenis
Het teken wordt gebruikt als onderdeel van de protesten tegen de regering.
De kleuren die worden gebruikt in het grafische teken, respectievelijk geel en zwart, lijken op de Rotskoepel in Jeruzalem en de Kiswah van de Ka'aba.

### Naam
De naamgever van het teken is het Rabaa al-Adawiya-plein in Nasr City, waar het broederschap een sit-in hield. Het plein is vernoemd naar de islamitische heilige Rabia Al-Adawiyya. De naam Rabia heeft in het Arabisch twee betekenissen; 'vierde' (enkelvoud vrouwelijk) en ook 'Koningin' of 'Royalty'.

### Gebaar
Het gebaar is identiek aan een gebaar voor het nummer vier en wordt gemaakt door vier vingers van beide handen (bij voorkeur de rechterhand) op te heffen en de duim naar binnen te vouwen.

## Invloed

### Politiek

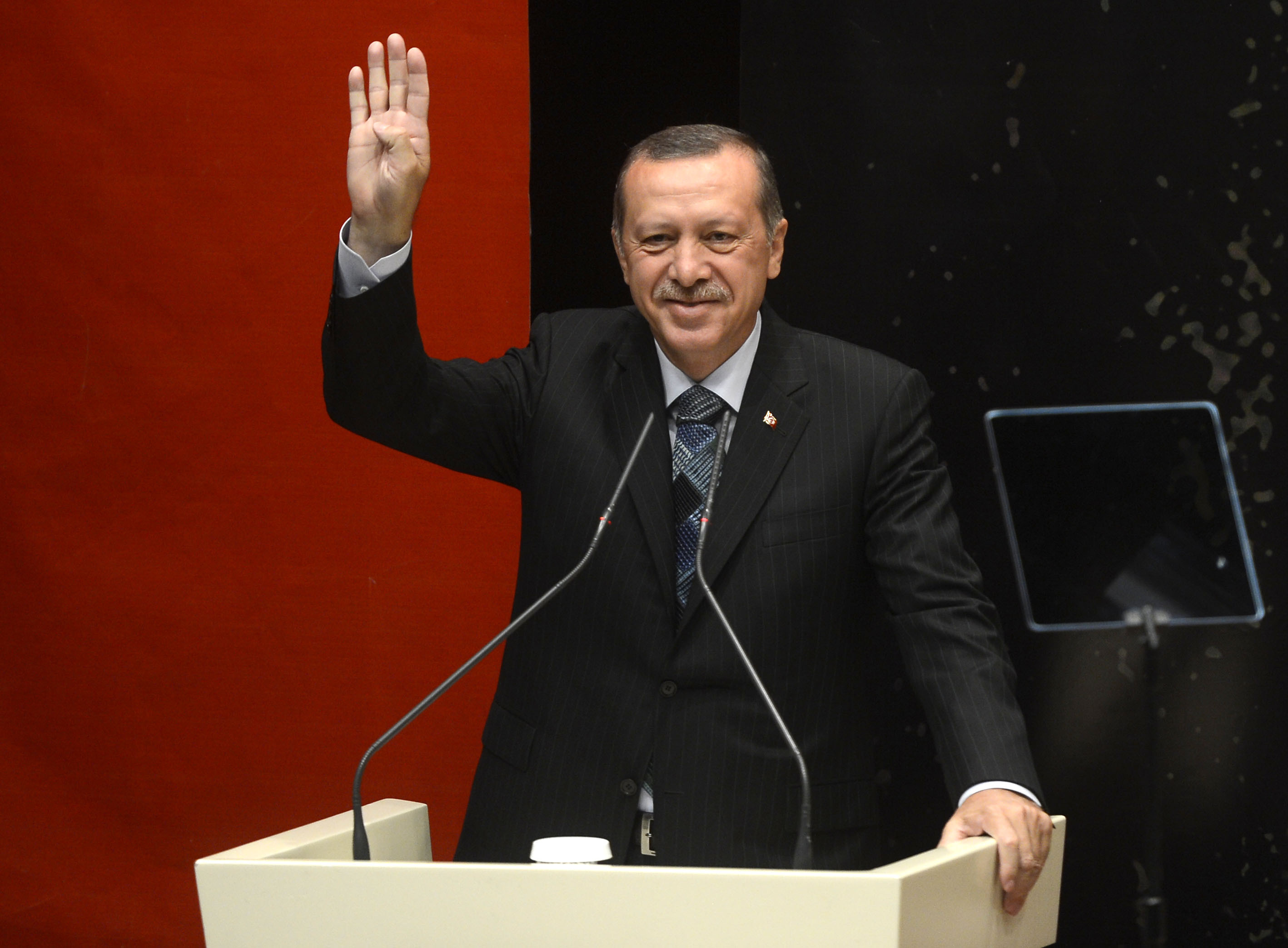
Erdoğan voert het Rabaa-gebaar uit.

Het Rabia-gebaar heeft bepaalde politieke en sociale lagen beïnvloed, zowel in Egypte als in Turkije. De Turkse president Erdoğan is op verschillende conferenties en toespraken gezien waarop hij het Rabia-gebaar maakte.
De Egyptische kungfu-kampioen Mohamed Youssef droeg een T-shirt met het Rabia-gebaar erop na het winnen van de gouden medaille op het kungfu-wereldkampioenschap 2013 in Rusland.
De Egyptische voetballer Ahmed Abd El-Zaher vierde ook een van zijn doelpunten door het maken van het Rabia-gebaar, wat leidde tot zijn latere schorsing van het wereldkampioenschap voetbal voor clubs in 2013.
De Duitse journalist Thorsten Gerald Schneiders veronderstelde dat het Rabia-teken zich "buiten het islamistische spectrum" bevindt en geen relatie heeft met het islamitisch radicalisme en dat de betekenis van het gebaar is uitgebreid tot het "protesteren tegen dictatuur en tirannie in het algemeen".